# Kabupaten de Simeulue
Le kabupaten de Simeulue est un kabupaten de la province d'Aceh. Il englobe l'intégralité de l'île de Simeulue.

## Districts

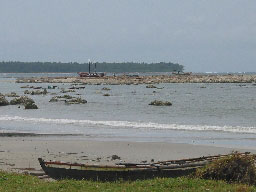
Baie de Gusong, île de Simeulue.

| Nom             | Population Recensement 2010 | Nombre de villages |
| --------------- | --------------------------- | ------------------ |
| Alafan          | 4 479                       | 8                  |
| Salang          | 7 625                       | 16                 |
| Simeulue Barat  | 10 024                      | 14                 |
| Simeulue Tengah | 9 010                       | 24                 |
| Simeulue Timur  | 28 931                      | 29                 |
| Teluk Dalam     | 4 914                       | 10                 |
| Teupah Barat    | 7 269                       | 18                 |
| Teupah Selatan  | 8 422                       | 19                 |